# Gasherbrum II
A Gasherbrum II (ismert mint K4) a Föld 13. legmagasabb hegycsúcsa a Karakorum hegységben, Kína és Pakisztán határán. Magassága 8035 m. Első alkalommal 1956. július 8-án, egy háromtagú osztrák expedíció mászta meg.